# 75/18式自走砲
75/18式自走砲（義大利語：Semovente 75/18）是義大利於第二次世界大戰中使用的一種自走砲，由75公釐達75/18式山砲結合M13/40或M14/41坦克的底盤結合而成。「M40 75/18」指的就是以M13/40的底盤所製造，「M」指的是中坦克（Medio），首60輛由M13/40的底盤所製造，因此這種自走砲也被以「M40自走砲」來代稱，後來於1941年後陸陸續續以M14/41底盤製造了共162輛。75/18式自走砲原作為義大利軍裝甲戰鬥車輛火力不足的臨時替代方案，直到較重型的P40坦克生產了為止。這種自走砲受到德軍使用的三號突擊砲影響，具有車身低矮、火力尚可和廉價的特點，使它成為義大利軍在二戰最成功的裝甲戰鬥車輛之一，但其底盤的性能不穩、過時的鉚釘相接裝甲和主砲砲盾設計上的問題亦減低了它的戰鬥能力。

## 概要
設計出達75/18式砲的義大利砲兵上校塞基羅·布雷斯（Sergio Berlese）建議義大利軍應裝備一種類似德國三號突擊砲的裝甲戰鬥車輛，當時三號突擊砲在法國戰役中相當成功。第一輛原型車很快就被製造出來，於1941年2月10日交付，12個月後以M13/40坦克為底盤的一號車生產完成，之後共前後生產超過60輛。75/18式自走砲於1941年時開始被投入使用，在1942年1月被送至北非戰場。第一批的成品使用的是M13底盤，其只有出力125匹馬力的貧弱引擎，為本車一大缺陷，後來改用M14底盤時，用的是145匹馬力的引擎。
結構上來說，該車的裝甲以鋼板和鉚釘相接，比原本底盤車輛來的厚但較無傾斜（自走砲50公釐，原車最厚處42公釐）。車前裝甲幾乎是垂直的，但因為有兩片重疊的25公釐均質鋼板，比原底盤車輛高一些。

## 構造

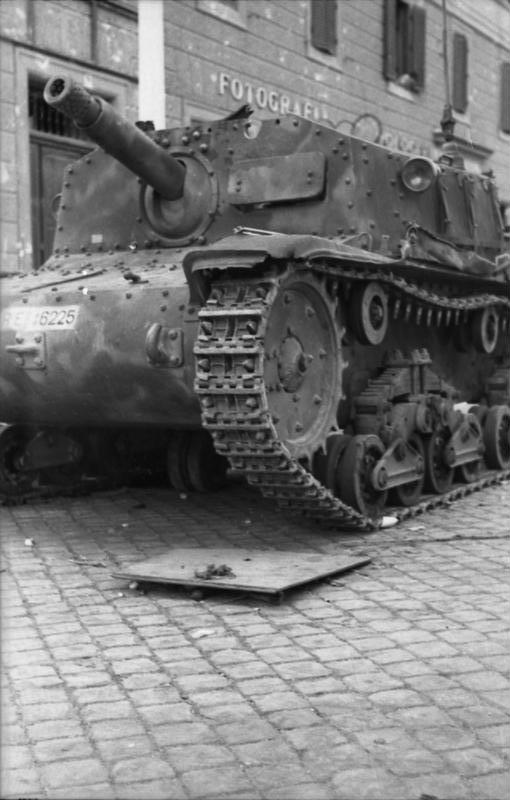
1943年於義大利的75/18式自走砲，75公釐主砲格外清楚。

該車有一個寬闊而低矮的戰鬥艙，駕駛座朝前，引擎置於車體後方，為義大利車輛典型的配置方式。引擎艙與戰鬥艙高闊不同，其較小而外部傾斜，頂部還有一鋼板覆蓋。機械裝置與M13/40坦克極為相似，左右各有八個小輪接置在兩座四輪架上。懸吊裝置為葉片彈簧式，雖然可靠但速度慢。傳動裝置位於車體前部，乘員僅有三名：駕駛、砲手和車長。
主砲為75/18公釐砲，本身為一種現代的師屬火砲。火砲倍徑為18倍，左右可轉角度為40度，上下可抬高-12到+22度。火砲裝有制動器，還有其他乘員用的觀察儀、瞄準裝置（望遠鏡、潛望鏡和其他）。主砲的低初速（約每秒450公尺）以意味著射程短，在提高45度的狀態下射程可達9500公尺，但22度時就只有7000至8000公尺。因為相同的原因，其射程對於直接火力攻擊也有限制，特別是對於移動的目標。儘管有時製造過程中被省略，車頂上的一挺機槍是唯一的近戰防禦武器，最初為6.5公釐布雷達機槍，之後將其升級為8公釐的型號。該車裝載的是44枚典型的75公釐主砲彈藥和1,108枚8公釐子弹。另外還裝有一個RF1 CA對講機，並由砲手來擔任通訊士。

## 服役

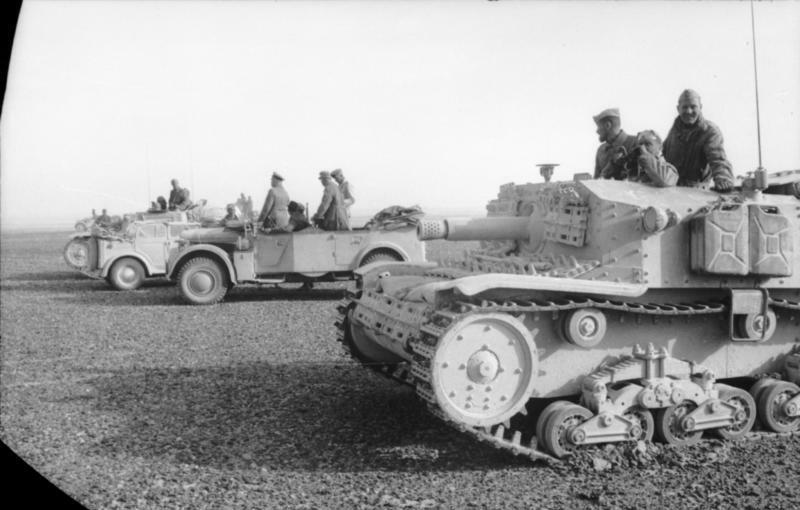
1942年，北非戰場上的75/18式自走砲

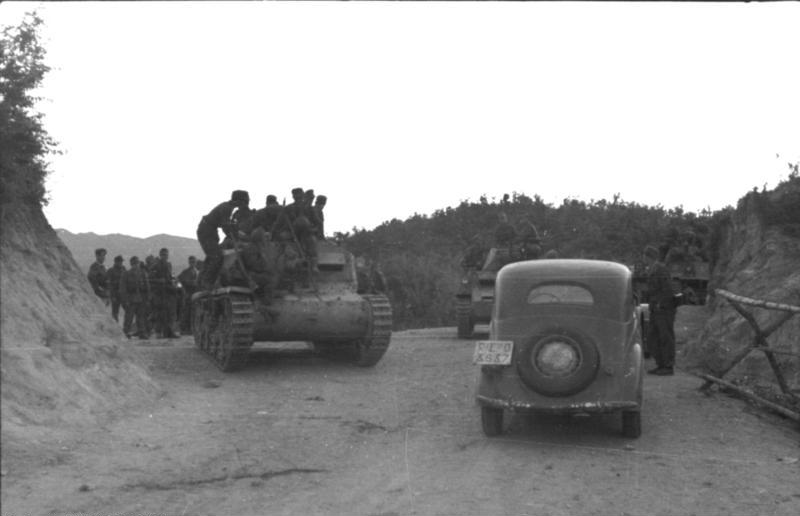
1943年9月，於阿爾巴尼亞的德軍和75/18式自走砲

雖然75/18式並非廣為人知，其在戰鬥上還是發揮了一定的效益。儘管它在技術上類似三號突擊砲，功能卻不同，為配置在師屬砲兵中而非單純用作突擊砲。編制上，每個裝甲師配置兩個砲兵群，各有兩個砲兵連（各有四輛75/18式和一輛指揮車），共有18輛75/18式（包括2輛後備）和9輛指揮車，指揮車裝有額外的無線電設備，並以13公釐機槍代替它的主砲。起初總數只有60輛下單，僅剛好3個裝甲師的編額。
75/18式自走砲被廣泛佈署在北非戰場和盟軍入侵西西里的行動，連同M13/40坦克一起提供額外的火力。在北非，它們有效打擊了英軍使用的美製M3李坦克和M4雪曼。原先它們被用於師屬砲兵部隊，但由於擁有防護良好的全封閉式戰鬥艙而可在最前線行動、給予間接火力支援或作為突擊砲和反坦克車輛。它可發射高爆彈、穿甲彈和穿甲榴彈，後者也足以擊穿盟軍如M4雪曼一類的坦克。事實上，它們對義大利裝甲部隊在1942年至43年的成功具有關鍵性的作用。
1942年，更多的75/18式自走砲被生產了出來，數量約在132至146輛之間，使用的全是M14型的底盤。它們被用作防守任務，由於其缺乏砲塔、車身低矮而非常適合此用途。
75/18式自走砲算是一個成功之作，儘管義大利裝甲車輛性能多不佳，75/18式在前線的表現依舊不錯，也相當創新地將其佈署於師級單位，這是義軍第一種將自走砲以此編制的單位。然而義大利陸軍嚴重缺乏機動火砲和機械化，僅這些自走砲無法彌補整體的缺失。
該車的75公釐反坦克榴彈顯示出其重要性，它是義大利軍唯一可用來對付盟軍重型坦克的武器，如邱吉爾坦克。若無此種彈藥，單憑75/18式低初速和短射程的穿甲彈就無如此令人印象深刻的效能。
以自走砲來說，常會因為以射程和威力考量的主砲而載彈量不足，車體較高且頂部開放的M7牧師、司事式和黃蜂式自走砲就能同時兼顧。由於三名成員的限制，75/18式的射速頗為緩慢，也因為缺乏同軸機槍而與真正坦克有很大的不同。只有在1943年時以補給卡車緊跟在後，攜帶99枚彈藥和迅速裝填上。儘管義大利的生產標準不低，但其生產仍不足以同時替代坦克與自走砲的功用。1942年起，這些車輛參與了所有重大沙漠戰役，從第二次阿拉曼戰役的最高潮一直到突尼西亞的撤退，期間一直用作反坦克和直接火力支援。義大利軍也為了裝載更強的火砲而陸續開發其後繼型，包括75/34式、75/46式和105/25式自走砲。

## 資料來源
1. 1 2 3  Italian Medium Tanks in Action, Nicola Pignato, 2001
2. ↑  .   [2011-02-11]. （原始内容存档于2011-02-08）.
3. ↑  Tank Data, Aberdeen Proving Grounds Series, 1968
4. ↑  Encyclopedia of German Tanks of World War Two, Peter Chamberlain and Hilary Doyle, 1999